# Вільгельм Древес
Вільгельм Древес (нім. Wilhelm Drewes; 26 травня 1907, Гайдекрайс — 14 липня 1982, Бремен) — німецький офіцер, майор вермахту (1 листопада 1943). Кавалер Лицарського хреста Залізного хреста з дубовим листям.

## Біографія
Служив у поліції. В 1935 році перейшов у вермахт. З 1938 року — оберфельдфебель 6-ї роти 14-го стрілецького полку 5-ї танкової дивізії. Учасник Польської і Французької кампаній, командир взводу. Під час Балканської кампанії служив у частинах постачання своєї дивізії. З червня 1941 року брав участь у Німецько-радянській війні. З вересня 1942 року — командир 55-го мотоциклетного батальйону, з листопада 1942 року — 4-ї роти 13-го моторизованого полку. З січня 1943 року командував 85-м запасним польовим батальйоном, з 12 березня 1943 року — 1-м батальйоном 13-го моторизованого полку. Відзначився у боях під Черніговом та Ковелем. З липня 1944 року — командир 85-го запасного польового батальйону. З 6 лютого 1945 року — начальник навчальних курсів 73-го моторизованого полку. 18 березня 1945 року під час боїв у Сілезії був тяжко поранений та евакуйований до Праги. До кінця війни залишався у шпиталі. Після війни став головним комісаром поліції Бремена.

## Нагороди
- Медаль «За вислугу років у Вермахті» 4-го класу (4 роки)
- Медаль «У пам'ять 1 жовтня 1938 року»
- Залізний хрест 2-го і 1-го класу
- Нагрудний знак «За танкову атаку»
- Медаль «За зимову кампанію на Сході 1941/42»
- Лицарський хрест Залізного хреста з дубовим листям
  - лицарський хрест (27 жовтня 1943)
  - дубове листя (№458; 20 квітня 1944)
- Нагрудний знак ближнього бою в сріблі
- Нагрудний знак «За поранення» в чорному